# 獨立懸吊系統

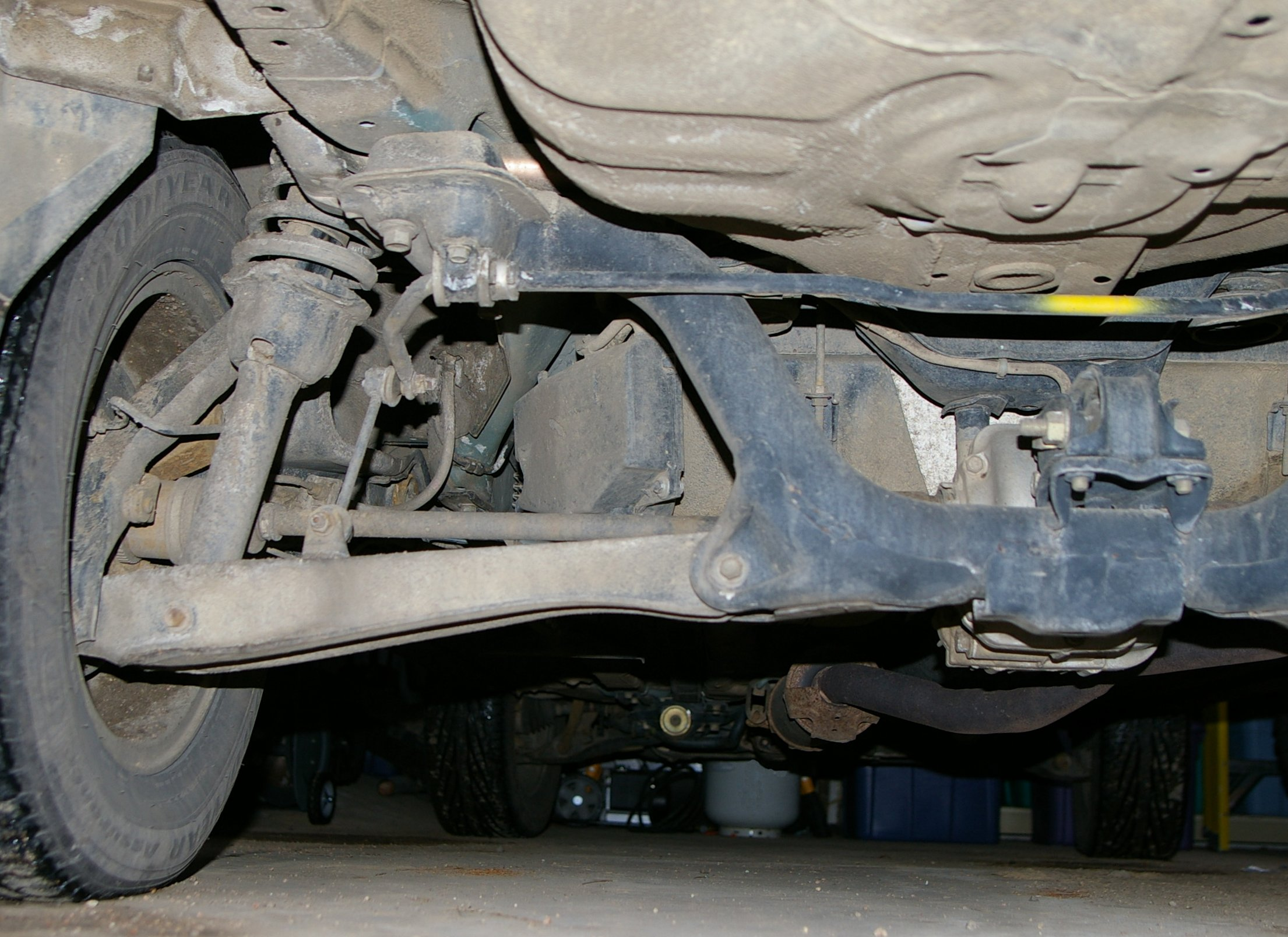
配有獨立懸吊系統的車底

獨立懸吊系統（英語：Independent suspension）是一種車輛的懸吊系統，即是將左右的車輪起伏分開，能在崎嶇道路上行駛的裝置。

## 概要
汽車底盤獨立懸掛系統可使左右兩邊車輪獨立跳動起伏，不會互相拉扯影響車輛行駛平衡，增加操控性與舒適性，只是成本較非獨立懸吊（如固定軸懸吊）高。

## 應用
獨立懸吊除了使用在汽車上之外，使用在坦克車上也很有用。二十世紀初期美國人瓦特.克里斯地發明四輪獨立懸吊系統後不久，其技術專利就被蘇聯買下，讓蘇聯發展出行駛惡劣路面如履平地的T-34坦克。

## 類型
- 搖軸式懸吊系統（Swing axle）
- 滑動支柱式懸吊系統（Sliding pillar）
- 麥花臣支柱懸吊系統（MacPherson strut）
- 查普曼支柱式懸吊系統（Chapman strut）
- 雙A臂式懸吊系統（Upper and lower A-arm / double-wishbone）
- 多連桿式懸吊系統（multi-link suspension）
- 半拖曳臂式懸吊系統（semi-trailing arm suspension）
- 搖臂式懸吊系統（swinging arm）
- 葉片彈簧式懸吊系統（leaf springs）